# 刘思扬
刘思扬（1963年6月—），男，安徽宿州人，中国新闻工作者，曾任新华通讯社副社长、党组成员，现任中华全国新闻工作者协会党组书记、副主席。